# Komplex K-25

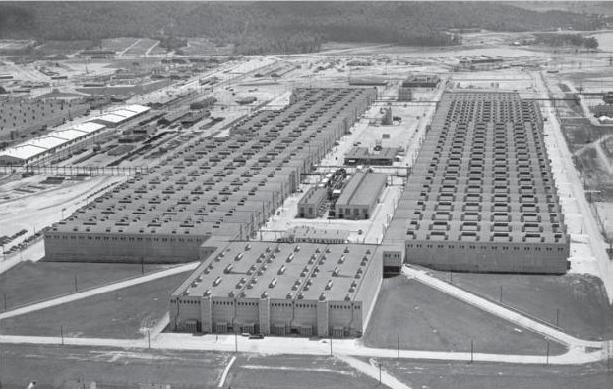
Letecký pohled JV směrem na K-25 pro plynovou difúzi v Oak Ridge. Budova ve tvaru písmene „U“ o délce cca jedné míle byla největší na světě.

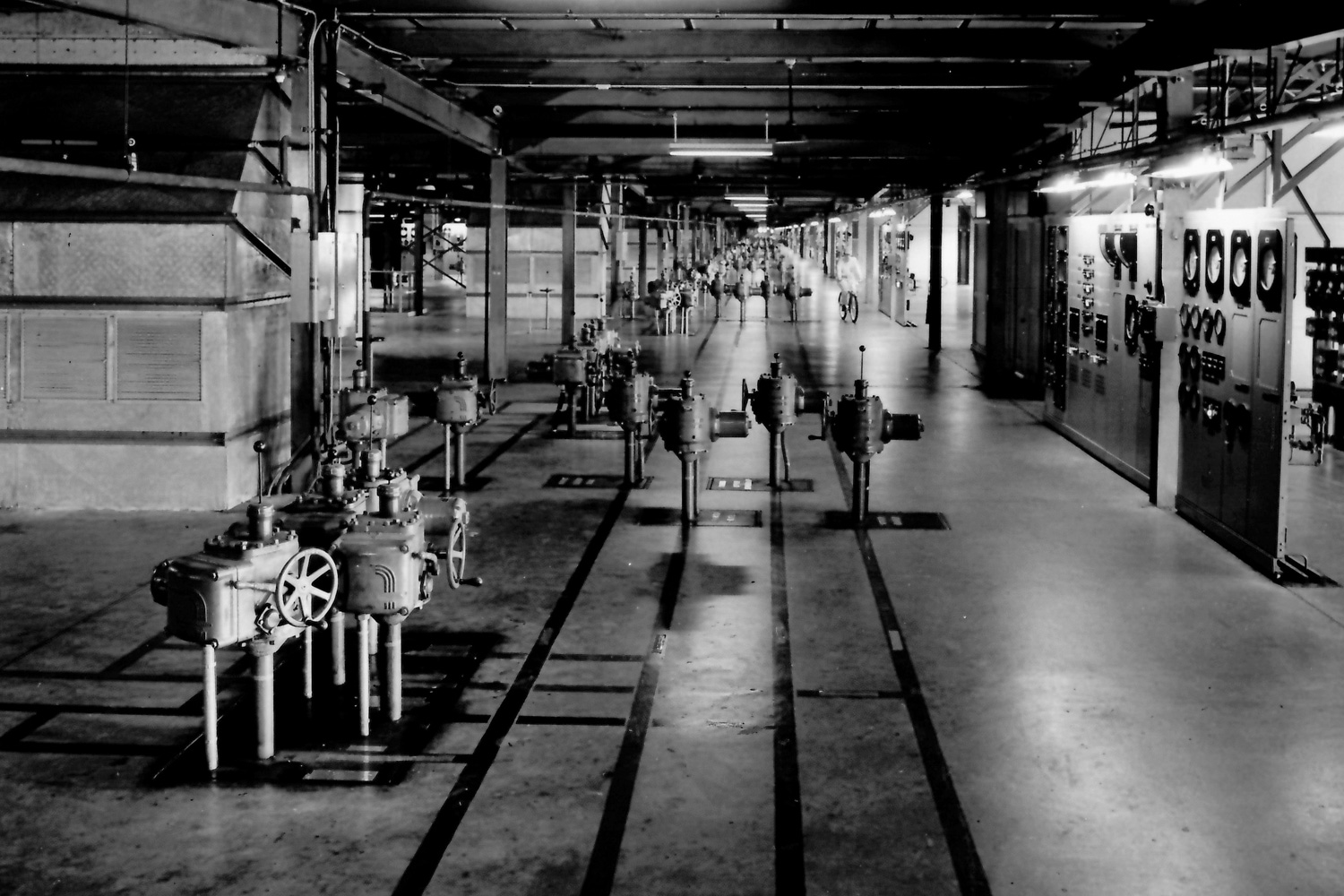
Ed Westcott: Zaměstnanci uvnitř obří budovy běžně jezdili na kole (muž v bílem overalu v zadní části chodby napravo).

Komplex K-25 nebo jen K-25 bylo krycí označení jednoho ze tří komplexů pro obohacování uranu, který byl postaven v rámci projektu Manhattan v tajném atomovém městě Oak Ridge. Každý komplex používal úplně jinou technologii obohacování. Krátce po válce byly v sousedství K-25 postaveny ještě čtyři další menší objekty označované K-27, K-29, K-31 a K-33, kde se stejně jako v K-25 využívala metoda plynové difuze (gaseous diffusion).  

## Problém obohacování uranu
Již v počátcích projektu Manhattan vědci identifikovali dva izotopy, vhodné jako štěpný materiál pro atomovou bombu: uran-235 a plutonium-239. V Los Alamos proto souběžně pracovali na dvou velmi odlišných typech bomby: uranový typ (který byl svržen na Hirošimu) a plutoniový (svržen na Nagasaki). 
Plutonium se v přírodě prakticky nevyskytuje, patří mezi tzv. transurany, poprvé v naprosto nepatrném miligramovém množství byl připraven v roce 1940, jako čistý kov (rovněž v nepatrném množství) až v roce 1941. Veškeré plutonium bylo proto nutné uměle vyrábět ve třech reaktorech a navazujících komplexech v Hanfordu.
Uran-235 se naopak vyskytuje v přírodní  uranové rudě. Podíl uranu v dostupných uranových rudách je ale velice nízký (typicky 0,1 % i méně) a prvním krokem je tedy separace uranu z uranové rudy. Ale i po složitém získání meziproduktu (který zpravidla obsahuje 70 až 90 % uranu) platí, že neobohacený uran má vždy jen velmi malý podíl uranu-235 (přibližně 0,72 %), naprostou většinu tvoří uran-238 (přes 99,27 %) a nepatrný zbytek tvoří další izotop uran-234. Bylo tak nutné zpracovat stovky tisíc tun uranové rudy.
Navíc, fyzikální i chemické vlastnosti izotopů uranu jsou velmi podobné, proto jejich oddělování je velice obtížný a zdlouhavý proces. Pro výrobu elektřiny v současných jaderných elektrárnách se uran obvykle obohacuje jen na 3 až 5 % (existují i reaktory používající neobohacený uran, nejznámější jsou kanadské CANDU). Ale pro uranový typ bomby bylo nutné získat vysoce obohacený uran (kolem 90 % uranu-235).

## Návaznost komplexů
Různé technologie byly pro různé komplexy v Oak Ridge použity hlavně proto, že nebylo jisté, jak jednotlivé postupy budou fungovat v průmyslovém měřítku. V projektu Manhattan se chemické a fyzikální vlastnosti izotopů teprve upřesňovaly, což navržení vhodných metod dále ztěžovalo. Dalším důvodem byla snaha maximálně urychlit vývoj a výrobu bomby. Určitou roli však sehrála též rivalita mezi týmy a rovněž mezi různými složkami ozbrojených sil USA 
- Komplex Y-12 používal metodu elektromagnetické separace, toto zařízení je označováno též jako kalutron (ang. calutron), kterých v komplexu bylo celkem 1152 (speciální druh hmotnostních spektrometrů). Byl uveden do provozu jako první.[3]
- Komplex S-50 používal metodu tepelné difuze kapalin a byl výrazně menší než zbylé dva komplexy. Původně se s ním nepočítalo, byl vystavěn jako „rychlá výpomoc“ nejprve pro Y-12, po dokončení K-25 výstup z S-50 sloužil jako vstup do K-25 (viz návaznost komplexů popsaná níže).[4][5]
- Komplex K-25 používal metodu plynové difuze a byl dokončen poslední (do provozu byl uváděn postupně po částech).[6][5]

Různé technologie se lišily účinností, výhodami a nevýhodami, během výstavby i provozu se v nich řešily různé problémy. Pro všechny však platilo, že proces obohacování uranu je nesmírný náročný nejen energeticky, ale také na lidské a jiné zdroje. Rovněž je velice zdlouhavý, protože v každém kroku dojde jen k nepatrnému zvýšení koncentrace uranu-235, takže je nutné proces opakovat v řádu tisíců. Např. v případě K-25 byl tzv. obohacovací faktor 1,0043. To je ale teoretické maximum, reálná účinnost byla o dost nižší.
Několik čísel pro ilustraci: hlavní technologická budova „komplexu K-25“ ve tvaru „U“ s délkou přibližně jedné míle se stala největší budovou světa, když překonala nedlouho předtím (1943) dokončenou budovu Pentagonu. Komplex Y-12 zase vyžadoval nejvíce zaměstnanců, na směny v nepřetržitém provozu jich v něm nakonec pracovalo až 22 428!)
Po dokončení všech tří komplexů se ustálil následující postup. Komplex S-50 začal zpracovávat neobohacený uran a  zvýšil podíl izotopu uranu-235 jen na 1,2 % (zčásti to bylo technologií, ale především rozhodnutím o rychlé výstavbě menšího komplexu a zvolenou konfiguraci). Na své rozměry však byl schopen zpracovat velké objemy. Následně obohacení v K-25 se používalo od 1,2 % do 23 % a proces obohacení byl dokončen v Y-12 (od 23 % až po 89 %). Později se zkoušelo obohacení až na 95 %, ale narazilo se na různé problémy. 
Zpočátku byly zvažovány a navrhovány ještě další technologie, zejména centrifugy (plynné odstředivky). Propočty však ukázaly, že s tehdejšími technologie by byly málo účinné. V současnosti jsou odstředivky naopak naprosto převažující způsob obohacování uranu, protože vylepšením jak materiálů (např. uhlíková vlákna), tak technologií, jejich účinnost překonala ostatní metody.  
Kromě tří komplexů na obohacování uranu byl v lokalitě Oak Ridge postaven ještě také reaktor X-10. Stále ještě šlo o experimentální reaktor, ale již byl navržen pro nepřetržitý provoz a sloužil především k tomu, aby personál projektu Manhattan získal potřebné zkušenosti pro produkci plutonia. Původně zde měly být postaveny i tři, již ryze produkční reaktory (prvním byl reaktor B), ale pro ně byla nakonec vybrána zcela nová lokalita Hanford.

## Krycí označení
Krycí označení K-25 vzniklo složením počátečního písmene firmy, která komplex postavila a provozovala (Kellog, resp. dceřiná Kellex) a číslice 25, která se používala jako kódové označení uranu-235. Termín byl poprvé použit v interních dokumentech v březnu 1943 pro označení konečného produktu, tedy pro obohacený uran. Již v dubnu 1943 byl termín „komplex K-25“ použit pro továrnu, která ho bude vyrábět a záhy se termín „projekt K-25“ začal používat pro vše, co s metodou obohacování uranu pomocí plynové difúze nějak souviselo. Když byly po válce postaveny další budovy, dostali rovněž označení začínají „K-“ a navazující číslo (K-27, K-29, K-31 a K-33).

## Plynová difuze

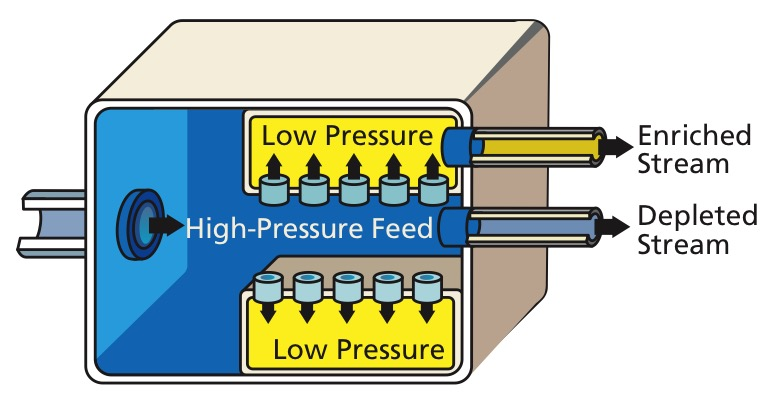
Plynová difuze používá pro oddělení izotopů polopropustné membrány.

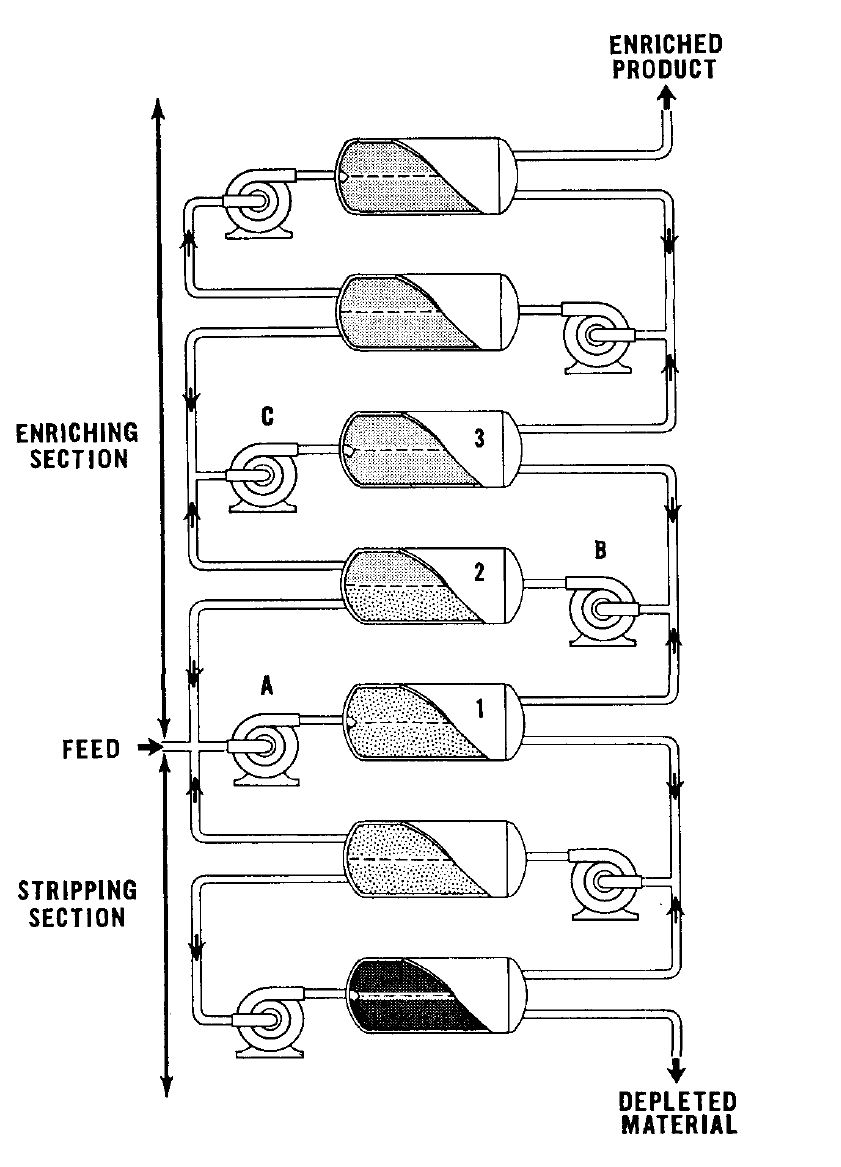
Jednotlivé stupně jsou propojeny do rozsáhlé kaskády.

Metoda plynové difuze je založena na Grahamově zákonu („Graham's law of effusion“ nebo „Graham's law of diffusion“), který formuloval skotský fyzikální chemik Thomas Graham již v roce 1848. Samotná metoda plynové difuze byla ještě před druhou světovou válkou úspěšně použita pro separaci izotopů jiných prvků (např. neonu nebo chloru.)
Na počátku války (v dubnu 1940) se setkala skupina předních vědců na zasedání American Physical Society. V té době se vyhlídky na sestrojení atomové bomby zdály ještě mizivé. Nicméně vědci se domnívaly, že pro vyvolání řetězové reakce bude pravděpodobně potřebný obohacený uran. Proto doporučili provést výzkum s cílem vyvinout vhodné metody pro získání velkých (kilogramových) množství uranu-235.
Zhruba za měsíc (na obědě 21. května 1940) navrhl George Kistiakowsky (později v Los Alamos vedl divizi X, která mimo jiné vyvinula tzv. výbušné čočky) plynovou difuzi jako možnou metodu. O dost později byla tato myšlenka oprášena a bylo zjištěno, že fluorid uranový (UF6), je pravděpodobně jediná vhodná anorganická sloučenina. Fluor má pouze jeden přírodní izotop, takže rozdíl v molekulové hmotnosti sloučeniny (cca 1 %) je dán čistě rozdílem izotopů uranu. UF6 je při pokojové teplotě pevný, za běžného tlaku sublimuje při 56,5 °C.
Při obohacování pomocí plynové difuze je fluorid uranový ve formě plynu hnán kompresory na speciální bariérové filtry (polopropustné membrány). Otvory ve filtrech (membránách) musejí být právě tak velké, aby se přes ně dostaly molekuly UF6. Molekuly s izotopem U235 jsou proti U238 trochu lehčí, pohybují se malinko rychleji a mají tak o něco větší šanci projít membránou dříve. Na prvním obrázku „enriched stream“ označuje zvýšení podílu plynu s izotopem U235, zatímco „depleated stream“ označuje snížení jeho podílu, tedy naopak vyšší podíl plynu s izotopem U238.
Zvýšení v jednom kroku je však nepatrné, je třeba ho mnohokrát opakovat (v řádu stovek až tisíců), vytváří se tedy kaskády, jak zjednodušeně znázorňuje druhý obrázek (A, B, C označuje kompresory). Po dosažení požadovaného stupně obohacení (resp. po průchodu všemi stupni kaskády) je plyn vypuštěn z potrubí, nechá se nejprve zkondenzovat do kapalné formy, později vychladnout a ztuhnout. 
Realizace principu v reálném provozu ale čelila mnoha zásadním problémům. Nejprve ve spolupráci laboratoře Special Alloyed Materials (SAM) na Kolumbijské univerzitě a společnosti Kellex bylo nutné překonat obrovské potíže při vývoji vhodné bariéry (membrány). Otvory musely být mikroskopické, ale neměly se zanášet. Membrány musely být porézní, ale zároveň dostatečně pevné, aby odolaly vysokému tlaku. Navíc fluorid uranový má silně korozivní účinky (čemuž musely odolat nejen membrány, ale veškeré další zařízení) a je velmi reaktivní, takže manipulovat s ním v průmyslovém měřítku je nesmírně obtížné.

## Kontrakty
Ještě před vznikem samotného projektu Manhattan (v červenci 1941) byl uzavřen tajný kontrakt se společností  M. W. Kellogg (pozdější název „Kellogg Brown & Root“, současný název „KBR, Inc.“: společnost stále působí v oblasti vědy, technologií a inženýrství, mimo jiné pro obranný průmysl). Tajný kontrakt zahrnoval návrh a výstavbu zkušební desetistupňové továrny využívající plynovou difúzi. Cílem bylo jak vyzkoušení samotných technologií, tak ověřit proveditelnost případného pozdějšího mnohem většího komplexu.
Již v rámci projektu Manhattan (14. prosince 1942) byl uzavřen další kontrakt, v jehož rámci měla společnost M. W. Kellog „navrhnout, postavit a provozovat výrobní závod v plném rozsahu“. Smlouva neobvykle nevyžadovala od společnosti Kellogg žádné záruky, že tento úkol skutečně splní. Protože rozsah projektu bylo v té době prakticky nemožné přesně definovat, bylo dohodnuto, že veškeré finanční podrobnosti se odloží na pozdější smlouvu, která bude typu cost plus. Ta byla uzavřena v dubnu 1944 a společnost poté obdržela platbu ve výši 2,5 miliónu dolarů.
Z bezpečnostních důvodů armáda vyžadovala založil stoprocentní dceřinou společnost „Kellex Corporation“ (Kell od Kellog, "X" jako tajné), aby projekt byl zcela oddělen od ostatních činností mateřské společnosti. Řízením Kellex byl pověřen  Percival C. Keith, viceprezident společnosti Kellogg pro inženýrství. Kellex měla nakonec přes 3700 zaměstnanců, část přešla z mateřské společnosti, další musela získat jinde.

## Výstavba komplexu
Inspekce na předpokládaném místě výstavby za účasti vedení Kellex proběhla 18. ledna 1943 (další zvažovaná lokality byly v blízkosti přehrady Shasta Dam v severní Kalifornii a Big Bend u řeky Columbia ve státě Washingtonu). Leslie Groves definitivně rozhodl o místě výstavby v dubnu 1943 (Oak Ridge: podrobnosti o výběru místa a výstavbě „atomového města“ pro 70 až 80 tisíc zaměstnanců).
Společnost Kellex zodpovídala i za výstavbu, ale hlavním dodavatelem stavebních prací byla společnost „J. A. Jones Construction“ z města Charlotte v Severní Karolíně, se kterou armáda měla již několik pozitivních zkušeností. Na stavbě pracovalo až přes 25 000 osob (vykázané maximum je 25 266) a kolem 60 dalších subdodavatelů. Hlavní stavební práce započaly 20. října 1943. Místo výstavby bylo víceméně ploché, ale pro obrovské rozměry stavby bylo přesto nutné vykopat cca 2,7 miliónu krychlových metrů půdy a skály.

### Hlavní budova
Kellex navrhl hlavní technologickou budovu komplexu K-25 jako čtyřpodlažní budovou ve tvaru písmene U o délce každého ramene 0,5 míle (celková délky budovy tedy přibližně 1 míle (cca 1,6 kilometru). Obsahovala 51 hlavních technologických sekcí a tři pro kaskádové čištění. Buňky mohly být provozovány samostatně nebo postupně v rámci jedné sekce. Podobně mohly být sekce provozovány samostatně nebo jako součást jedné kaskády. Po dokončení bylo k dispozici celkem 2892 stupňů pro postupné obohacování uranu.
V suterénu bylo umístěno pomocné vybavení, jako jsou transformátory, spínací zařízení a klimatizační systémy. V přízemí byly buňky, ve třetím patře bylo potrubí. Čtvrté patro obsahovalo velín a stovky přístrojových panelů. Odtud operátoři monitorovali všechny procesy. První sekce byla připravena k testovacímu provozu 17. dubna 1944, i když bariéry ještě nebyly instalovány.
Hlavní technologická budova překonala Pentagon (dokončený 1943) jako největší budova na světě, její podlahová plocha byla 489 000 m2 a vnitřní objem 2 760 000 m3). Na stavbu bylo zapotřebí asi 150 000 m3 betonu a cca 160 kilometrů potrubí (podle jiných zdrojů dokonce přes 640 kilometrů). Protože fluorid uranový má silně korozivní účinky, veškeré ocelové potrubí muselo být potaženo niklem, menší trubky pak byly vyrobeny z mědi nebo monelu (slitina převážně niklu a mědi, která má vysokou mechanickou a chemickou odolnost).
Zařízení pracovalo ve vakuu, takže potrubí muselo být vzduchotěsné. Zvláštní úsilí bylo věnováno vytvoření co nejčistšího prostředí, všude kde se instalovalo potrubí nebo armatury. Společnost J. A. Jones zřídila speciální jednotku pro čistotu. Budovy byly zcela utěsněny, vzduch byl filtrován a veškerý úklid probíhal pomocí vysavačů a mopů. Dělníci nosili bílé rukavice ze speciální textilie, která netvořila žmolky.

### Další budovy
Kromě obří hlavní technologické budovy komplex K-25 tvořilo více než dvacet dalších budov a staveb, které nebyly tak monumentální, ale pro fungování celého procesu obohacování uranu rovněž nezbytné. Budova pro úpravu K-1401 se používala pro dokonalé čištění veškerého potrubí a dalších zařízení před jejich montáží. Budova pro čištění surovin K-101 byla  postavena za účelem odstranění nečistot z fluoridu uranového (hlavní vstupní suroviny). Nakonec nebyla využívána, protože se ukázalo, že dodavatele jsou schopni zajistit natolik kvalitní surovinu, že ji bylo možné bez dodatečného čištění přímo použit v procesu plynové difuze.
Třípatrová budova pro odstraňování odpadu K-601 zpracovávala „odpadní“ proud ochuzeného fluoridu uranového (obsahující převážně izotop uran-238, nevhodný jako štěpný materiál), což vzhledem k reálně dosahovanému obohacení zpravidla byla většina objemu. Budova vzduchotechniky K-1401 dodávala 2170 m3 čistého a suchého vzduchu za minutu do hlavního procesu, budova K-1201 zajišťovala dodávku stlačeného vzduchu. Budova na výrobu dusíku K-1408 poskytovala dusík pro různé účely, např. k ochraně zařízení před vlhkým vzduchem nebo se používal do čerpadel.
Budova pro výrobu fluoru K-1300 ho vyráběla, skladovala a plnila do tlakových lahví. Protože fluor je velmi toxický a současně reaktivní, bylo rozhodnuto, že přeprava do areálu odjinud není vhodná a je třeba ho vyrábět na místě. Před válkou nebyl fluor v průmyslu příliš využívaný, společnost Kellex a Manhattan District tak musely nejprve vyřešit, jaká technologie bude pro velkovýrobu vhodná. Byly zvažovány čtyři různé výrobní procesy, nakonec byla vybrána technologie vyvinutá společností Hooker Chemical Company.
Dvě čerpací stanice (K-801 a K-802) a dvě chladicí věže (H-801 a H-802) dodávaly denně celkem 135 miliónů amerických galonů (asi 510 miliónů litrů) chladicího média pro různé motory a kompresory. Pět skladů (K-1025-A až K-1025-E) sloužilo pro skladování sudů s fluoridem uranovým. Byl zde také sklad K-1035 pro jiný materiál, sklad K-1036 pro náhradní díly a sklad K-1037 pro jiné a vybavení.
Nechyběla ani špičkově vybavená laboratorní budova K-1401 se zařízením pro testování a analýzu jak všech stupních surovin, tak zejména výstupního obohaceného uranu. Byla zda rovněž budova pro opravu přístrojů K-1024 a nezbytnou součástí byla také hasičská stanice K-1021 s potřebným vybavením. Administrativní budova K-1001 měla 2 akry (přes 0,8 hektaru) kancelářských prostor. Jídelna K-1002 poskytovala stravovací služby všem zaměstnancům, přičemž v rámci tehdy běžné rasové segregace zde byla samostatná jídelna pro černochy. Byly zde také tři šatny (K-1008-A, B, C) a lékárna K-1003.

## Provoz K-25

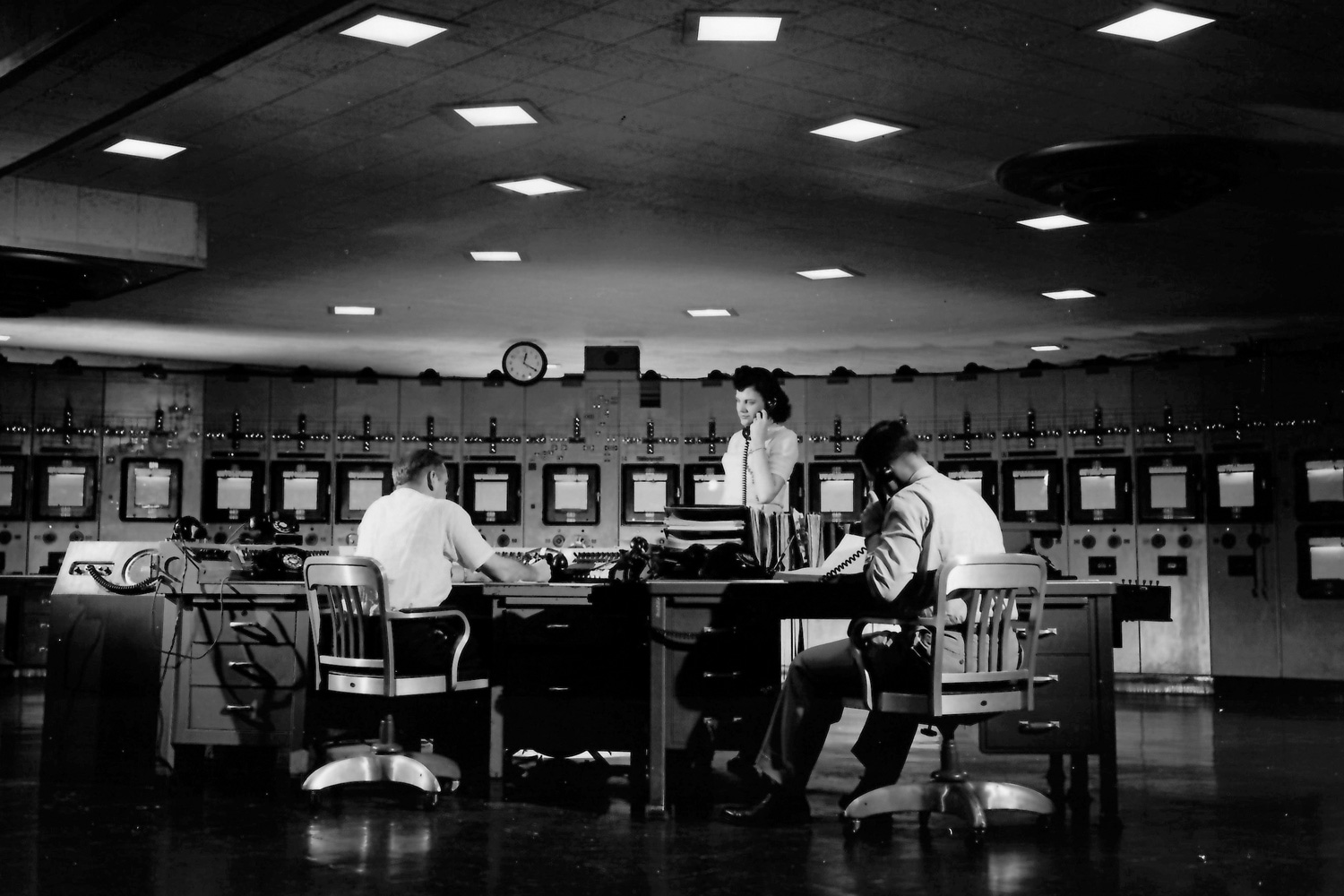
Ed Westcott: Hlavní řídící místnost.

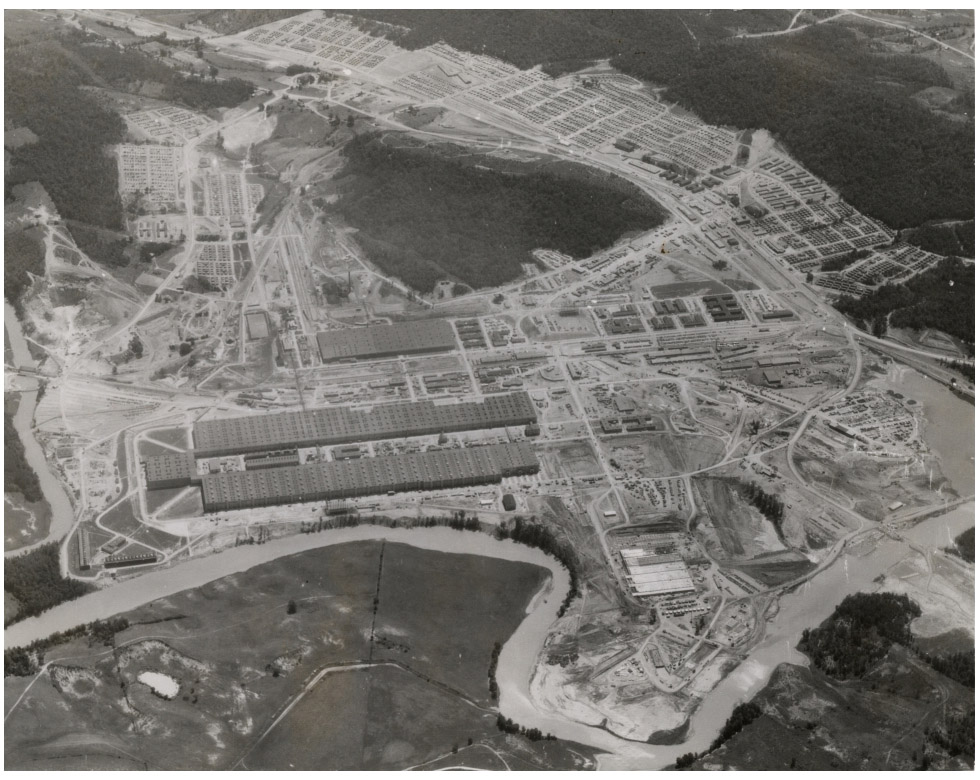
Další letecký pohled z jiného úhlu.

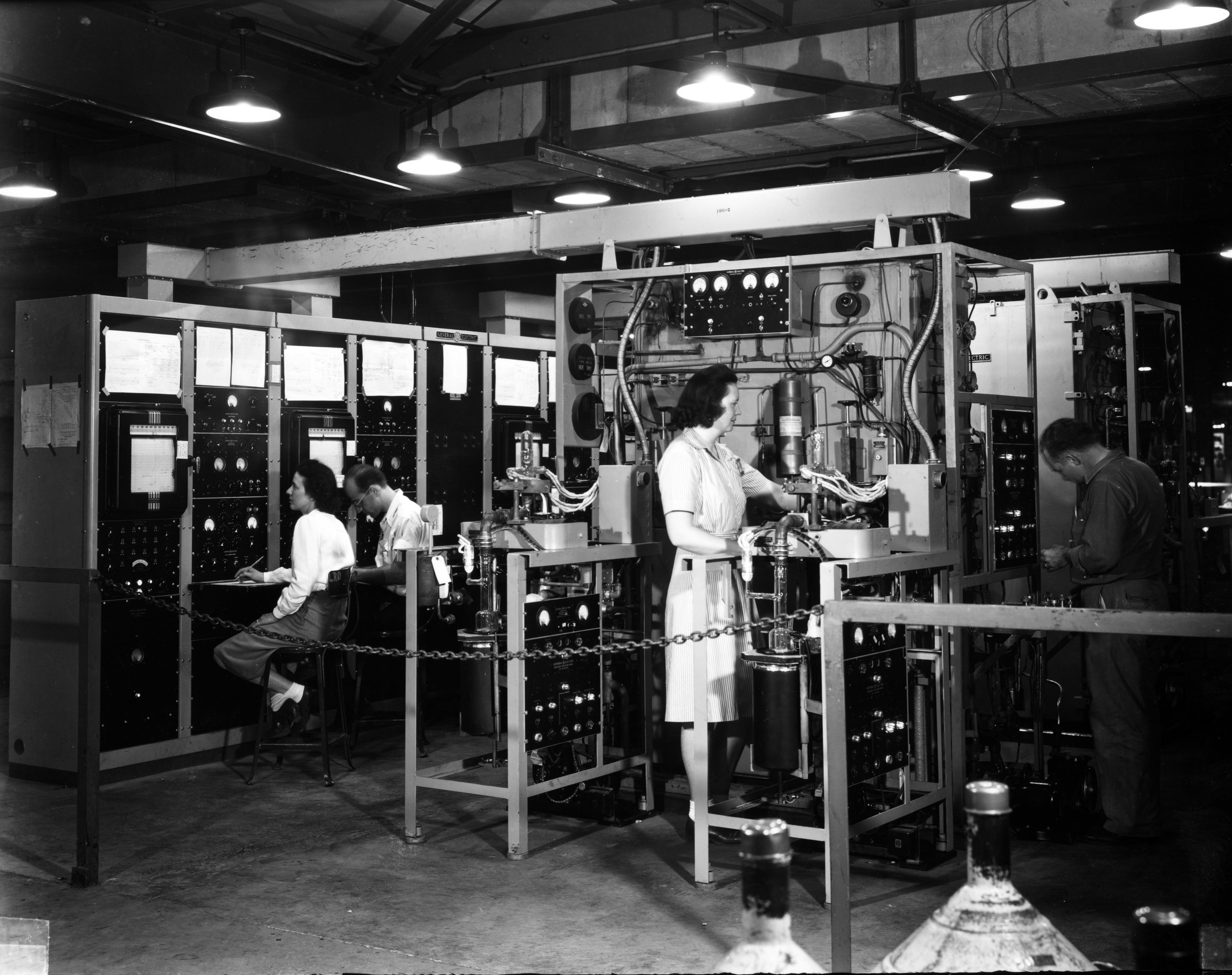
Operátorky jedné části, neznámé datum.

První předběžná specifikace pro komplex K-25 z března 1943 předpokládala denní produkci jednoho kilogramu uranu obohaceného na 90 procent. Jakmile se projevily různé praktické potíže, byl cíl snížen na 36 procent. Na druhou stranu kaskádová konstrukce zařízení znamenala, že před zahájením provozu nemusela být obří budova dokončena celá.
V srpnu 1943 předložila společnost Kellex následující harmonogram: obohacování na 5 % do 1. června 1945, na 15 % do 1. července a na 36 % do 23. srpna. V srpnu 1944 byl harmonogram revidován na 0,9 % do 1. ledna 1945, 5 % do 10. června, 15 % do 1. srpna, 23 % do 13. září 1945 a 36 % co nejdříve poté.
Nakonec, ještě v průběhu výstavby K-25, bylo rozhodnuto vedle již fungujícího komplexu-Y využívající elektromagnetickou separaci, rychle postavit mnohem menší „pomocný“ komplex S-50 (založen na tepelné difuze kapalin). Výstavba S-50 začala 7. července 1944, malá část byla v provozu již v září a celý komplex S-50 byl dokončen na počátku roku 1945.
Komplex S-50 byl navržen tak, že dokázal uran obohatit jen velmi mírně, ale po úplném dokončení a vychytání „dětských nemocí“ byla každá z 21 sekcí schopna produkovat 9,1 kg denně, celkem tedy přibližně 191 kg denně (při rozměrech hlavní budovy „jen“ 159 × 25 × 23 metrů). Nejprve výstup z S-50 byl vstupem do Y-12, ale po dokončení K-25 proces obohacování stále začínal v S-50, pokračoval v K-25 na 23 % a poté byl dokončen v Y-12.
Na schůzce mezi Manhattan District a společností Kellogg 12. prosince 1942 bylo doporučeno, aby závod K-25 provozovala společnost Union Carbide, což se uskutečnilo (podobě jako u Kellogu v případě Y-12) prostřednictvím nové dceřiné společnosti Carbon and Carbide Chemicals. Dne 18. ledna 1943 byla podepsána smlouva, která stanovila poplatek na 75 000 dolarů měsíčně, později byl zvýšen na 96 000 dolarů měsíčně (za K-25 a K-27 dohromady). 
Výstavbu, případně dočasně i provoz některých části komplexu K-25 měly na starosti jiné společnosti. Sem patřilo též zařízení na výroba fluoru, který zajišťovala společnost Hooker Chemical (vyvinula i technologie velkovýroby fluoru) a do února 1945 ho také provozovala za pevný poplatek 24 500 dolarů, pak ho předala společnosti Union Carbide.
Část komplexu označenou jako K-300 od srpna 1944 společnost Union Carbide provozovala jako pilotní závod, kde školila obsluhu a vyvíjela postupy (pro „trénink“ se místo fluoridu uranového do října 1944 používal dusík a do dubna 1945 perfluorheptan). Konstrukce komplexu umožňovala jeho dokončování po částech. Stavební společnost J. A. Jones dokončila prvních 60 stupňů do konce roku 1944.
Každý stupeň prošel před převzetím a uvedením do provozu rozsáhlými testy techniků J. A. Jonese, Carbon and Carbide Chemicals a SAM Laboratories, aby se ověřilo, že zařízení funguje a nedochází k únikům. Na těchto testech se podílelo čtyři až šest set lidí po dobu osmi měsíců. Jako testovací kapalina se až do února 1945 používal perfluoroheptan, poté fluorid uranový, i přes jeho silně korozivní účinky.
Výroba započala v únoru 1945 a první produkt byl předán do komplexu Y-12 k dalšímu obohacení v březnu. Míra obohacení a vyráběné množství se postupně zlepšovaly, jak se uváděly do provozu další stupně. V červnu byl produkt obohacován na 7 procent, v září na 23 procent. Po dokončení obohacování v Y-12 byl vysoce obohacený uran použit v atomové bombě Little Boy, která byla svržena na Hirošimu 6. srpna 1945.
Po kapitulaci Japonska a definitivnímu konci války se priorita projektu Manhattan přesunula „z rychlosti za každou cenu“ na ekonomiku a efektivitu. Provoz komplexu S-50 byl proto zastaven 9. září. Kaskády v K-25 byly konfigurovatelné, takže mohly produkovat buď velké množství mírně obohaceného uranu při paralelním provozu kaskád nebo nebo malé množství vysoce obohaceného produktu jejich sériovým provozem.
Na počátku roku 1946, kdy byl v provozu též objekt K-27, zařízení produkovalo 3,6 kilogramu denně při obohacení na 30 procent. Dalším krokem bylo zvýšení na 60 procent, což bylo dosaženo 20. července 1946. To ale představovalo technický problém, protože komplex Y-12 nebyl vybaven pro zpracování tak vysoce obohaceného materiálu na vstupu. Laboratoř v Los Alamos ale nyní požadovala finální obohacení až na 95 procent, místo dřívějších 89 až 90 procent. Po určitou dobu byl produkt míchán, aby se obohacení pro vstup do Y-12 snížilo na bezproblémových 30 procent.
Ale též požadavek zvýšení koncentrace finálního produktu na 95 procent vyvolal obavy o bezpečnost, protože existovalo riziko kritické nehody, bez ohledu na to, zda takové obohacení bude dosaženo v Y-12 nebo K-25. Po mnoha konzultacích s předními vědci a technology v Los Alamos bylo rozhodnuto, že to lze provést bezpečně, pokud budou přijata vhodná bezpečnostní opatření.
Dne 28. listopadu 1946 začala továrna K-25 vyrábět produkt s obohacením 94 %. Objevil se ale závažný a neočekávaný problém plynové difúze. Metoda oddělila naprostou většinu nežádoucího uranu-238, ale spolu s uranem-235 zůstával též uran-234. Toho je v přírodním uranu nepatrně, ale po mnoha stupních obohacení jeho podíl také výrazně vzrostl (v komplexu Y-12 tento problém nebyl, metoda elektromagnetické separace poskytovala velmi čistý uran-235 i při vysokém obohacení). Dne 6. prosince 1946 bylo proto obohacování v K-25 sníženo na 93,7 procenta uranu-235, současně přitom obsahoval 1,9 procenta uranu-234.
Laboratoř v Los Alamos označila takový produkt za uspokojivý a tak 26. prosince 1946 byl provoz v komplexu Y-12 omezen. Samotný projekt Manhattan skončil o několik dní později. Odpovědnost za komplex K-25 a za celý jaderný program pak 1. ledna 1947 přešla na zákonem nově zřízenou Komisi pro atomovou energii (AEC: Atomic Energy Commission).

## Uzavření a demolice
K-25 se stal prototypem pro další zařízení používající metodu plynové difuze, které byly postaveny po válce. Prvním byl komplex K-27 o rozloze 34 700 m2, který byl dokončeno v září 1945 v sousedství původního komplexu K-25. Následovaly komplexy K-29 o rozloze 61 000 m2 v roce 1951, K-31 o rozloze 81 000 m2 v roce 1951 a K-33 o rozloze 130 000 m2 v roce 1954. Další komplexy používající metodu plynové difuze byla postaveny v jiných lokalitách: Paducah v Kentucky v roce 1952 a Portsmouth v Ohiu v roce 1954.
Dnes se separace izotopů uranu obvykle provádí pomocí energeticky účinnějšího procesu, který používá ultracentrifugy a který byl vyvinut v Sovětském svazu po druhé světové válce sovětskými a zajatými německými inženýry. Použití centrifug byla první metoda separace izotopů, která byla zvažována pro projekt Manhattan, ale byla opuštěna kvůli technickým problémům v rané fázi projektu. 
Když byli němečtí vědci a inženýři v polovině 50. let propuštěni ze sovětského zajetí, Západ se dozvěděl o konstrukci ultracentrifug a začal přecházet na tento mnohem účinnější proces obohacování uranu. Centrifugy byly postupně dále vylepšovány a s pokrokem v technologii odstředivek i použitých materiálů pro jejich konstrukci bylo možné provádět obohacování uranu bez obrovských komplexů jako byly K-25 a Y-12.
První kaskády centrifug (rovněž v této vylepšené metodě je nutné proces separace mnohokrát opakovat a proto se používají kaskády v řádu několika stovek až tisíc kusů) začaly v Oak Ridge fungovat v roce 1961. V roce 1975 bylo otevřeno první testovací zařízení pro vylepšené plynové odstředivky (K-1210) a v roce 1982 následovalo větší zařízení tohoto typu (K-1220). 
Již předtím, v reakci na příkaz prezidenta Lyndona B. Johnsona snížit produkci obohaceného uranu o 25 procent, zastavily komplexy K-25 a K-27 v roce 1964 výrobu, ale v roce 1969 začal K-25 vyrábět uran obohacený jen na 3 až 5 procent pro použití v jaderných reaktorech. V roce 1984 se novým provozovatel všech komplexů stala společnost Martin Marietta Energy, které nahradila společnost Union Carbide, která je provozovala od doby projektu Manhattan. Provoz všech komplexů v Oak Ridge, které používaly metodu plynné difuze, byl ukončena 27. srpna 1985, v Portsmouthu (Ohio) pak v roce 2001 a v Paducah (Kentucky) v roce 2013. V současné době se veškeré komerční obohacování uranu ve Spojených státech provádí pomocí technologie plynových odstředivek.
V roce 1996 byl komplex přejmenován na East Tennessee Technology Park. Ministerstvo energetiky USA uzavřelo v roce 1997 smlouvu se společností British Nuclear Fuels Ltd na dekontaminaci a vyřazení zařízení z provozu. Její dceřiná společnost Reactor Sites Management Company Limited byla v červnu 2007 převzata společností EnergySolutions. 
Původně měly být K-29, K-31 a K-33 zachovány pro jiné účely, ale nakonec bylo rozhodnuto o jejich úplné demolici. Společnost Bechtel Jacobs, dodavatel v oblasti environmentálního managementu, převzala odpovědnost za zařízení v červenci 2005. Demolice K-29 byla zahájena v lednu 2006 a dokončena v srpnu. Demolice K-33 byla zahájena v lednu 2011 a dokončena před plánovaným termínem v září. Následovala demolice K-31, která byla zahájena v říjnu 2014 a dokončena v červnu 2015.
Společnost Bechtel Jacobs byla v září 2008 pověřena demontáží a demolicí zařízení K-25. Smlouva v hodnotě 1,48 miliardy dolarů byla uzavřena zpětně k říjnu 2007 a skončila v srpnu 2011. Demoliční práce pak provedla společnost CH2M Hill Oak Ridge a demolice byla dokončena v březnu 2014. Demolice K-27, posledního z pěti zařízení pro difúzi plynů v Oak Ridge, byla zahájena v únoru 2016 a dokončena v únoru 2017. Od roku 2020 je areál K-25 částečně přestavován na menší letiště, které bude sloužit městu Oak Ridge pro všeobecné letectví. V areálu je také plánováno několik malých soukromých jaderných zařízení.

## Muzeum K-25
27. února 2020 bylo na tomto místě otevřeno muzeum nazvané „K-25 History Center“ o rozloze 700 m². Muzeum je pobočkou American Museum of Science and Energy (vědeckého a technologického muzea v Oak Ridge) a vystavuje stovky originálních artefaktů a interaktivních exponátů souvisejících s lokalitou K-25.